# Francisco Pais Teles de Utra Machado
Francisco Pais Teles de Utra Machado foi um administrador colonial português.

## Biografia
Foi filho de Alberto Teles de Utra Machado e de sua esposa Maria José de Campos Pais e irmão de Fernando Pais Teles de Utra Machado.
Exerceu o cargo de Governador Provisório da Colónia de Angola entre 1915 e 1916, tendo sido antecedido por Conselho de Governo sucedido por Pedro Francisco Massano de Amorim.
Foi interinamente Governador-Geral de Angola (1915-1916), onde fundou em 28 de Janeiro de 1916, uma Escola de Agrimensura, na cidade de Luanda, a qual deve ter começado a funcionar no dia 26 de Novembro de 1917.